# 고철호
고철호(1982년 7월 4일 ~ )는 대한민국의 축구 선수이며 포지션은 미드필더이다.